# Prionota (Plocimas) serraticornis
Prionota (Plocimas) serraticornis is een tweevleugelige uit de familie langpootmuggen (Tipulidae). De soort komt voor in het Oriëntaals gebied.